# سرمد طارق
سرمد طارق (بالأردوية: سرمد طارق؛ بالإنجليزية: Sarmad Tariq) هو متحدث تحفيزي وكاتب باكستاني، ولد في 17 ديسمبر 1975 في إسلام آباد في باكستان، وتوفي بنفس المكان في 30 أبريل 2014.